# Coliiformes
Coliiformes es un orden de aves neognatas cuyos miembros actuales son denominados comúnmente pájaros ratón.

## Taxonomía y evolución
Hay un registro fósil relativamente abundante de Coliiformes, pero no ha sido fácil encadenar su filogenia. Se ha documentado la existencia del orden desde el Paleoceno.
Orden COLIIFORMES
- Género †Botauroides parvus Shufeldt, 1915 (Eoceno de Wyoming, USA)
- Género †Eobucco brodkorbi Feduccia & Martin, 1976 - sandcoleido?
- Género †Eocolius walkeri Dyke & Waterhouse, 2001 (London Clay, Eoceno temprano de Walton-on-the-Naze, Inglaterra) - sandcoleido o colíido
- Género †Limnatornis Milne-Edwards, 1871 (Mioceno temprano de Saint-Gérand-le-Puy, Francia) - coliid? (Urocolius?) 
  - †L. consobrinus Milne-Edwards, 1871 [Picus consobrinus; Urocolius consobrinus]
  - †L. paludicola Milne-Edwards, 1871 [Urocolius paludicola]
  - †L. archiaci [Picus archiaci; Urocolius archiaci] (Mioceno temprano de Saint-Gérand-le-Puy, Francia)
- Género †Uintornis Marsh, 1872 - sandcoleido?
  - †U. lucaris Brodkorb, 1971
  - †U. marionae Feduccia & Martin, 1976
- Familia †Chascacocoliidae Zelenkov & Dyke, 2008
  - Género †Chascacocolius Houde & Olson, 1992 (Paleoceno tardío?- Eoceno temprano) - basal? sandcoleido?
    - †C. oscitans Houde & Olson, 1992
    - †C. cacicirostris Mayr, 2005
- Familia †Selmeidae Zelenkov & Dyke, 2008
  - Género †Selmes absurdipes Peters, 1999 (Eoceno medio ?-Oligoceno tardío de Centroeuropa) - colíido? (sinónimo de Primocolius?)
- Familia †Sandcoleidae Houde & Olson, 1992 sensu Mayr & Mourer-Chauviré, 2004
  - Género †Sandcoleus copiosus Houde & Olson, 1992 (Paleoceno)
  - Género †Anneavis anneae Houde & Olson, 1992
  - Género †Eoglaucidium pallas Fischer, 1987
  - Género †Tsidiiyazhi abini Ksepka, et al., 2017
- Familia Coliidae Swainson, 1837 sensu Mayr & Mourer-Chauviré, 2004